# Religion en Lettonie

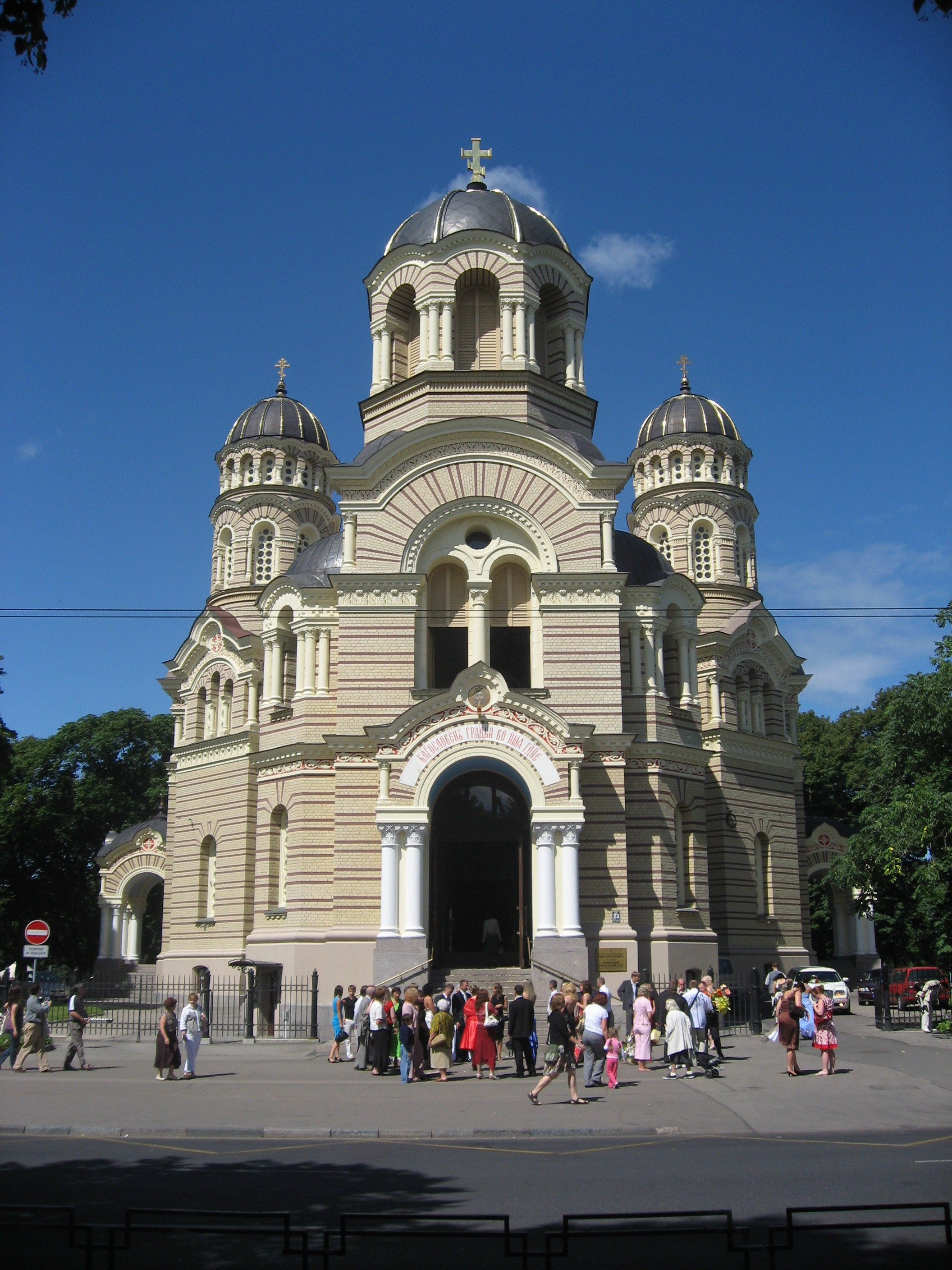
Cathédrale de la Nativité de Riga.

Cet article traite des religions ou phénomènes religieux, passés et présents, des populations sur le territoire de l'actuelle Lettonie (environ 2 000 000 Lettons en 2021).

## Histoire
Vers 5000 av. J.-C., la région est colonisée par des groupes humains parlant des langues finno-ougriennes qui sont les ancêtres des Finlandais, Estoniens et Livoniens. Une deuxième vague de peuplement d'origine indo-européenne arrive vers 3000 av. J.-C. et se mélange avec les populations déjà installées ou les repousse vers le nord sans qu'on sache si des conflits sont nés de cette confrontation. 
Ces protobaltes, qui sont installés sur le territoire correspondant à la Prusse, la Lituanie et la Lettonie vivent d'abord de la pêche, de la chasse et de la cueillette puis ils se sédentarisent et deviennent agriculteurs. Le mode de culture est primitif car ils n'utilisent pas d'outils en métal avant la fin de l'ère préchrétienne. 
Les Romains connaissent indirectement ces régions car ils en importent l'ambre, une résine fossile très prisée à Rome, qui abonde sur la côte de la mer Baltique et dont le trafic passe par la route de l'ambre. 
Dans son livre La Germanie, l'auteur romain Tacite évoque les Aestes qui cultivent le blé avec patience, qui fouillent la mer et recueillent le « succin » (l'ambre).
Ces Aestes ou « Estes » sont sans aucun doute les protobaltes.

### Avant l'an 1000
Les protobaltes sont peu touchés par les grands courants de migration qui bouleversent l'Europe du nord et orientale durant les premiers siècles apr. J.-C. Ils sont pratiquement isolés jusqu'à ce que les peuples slaves, qui ont suivi le cours des fleuves russes descendant vers le nord-ouest posent les fondations des principautés russes de Polotsk, Pskov et Novgorod. Ces peuples tirent leur subsistance de la forêt et de l'agriculture. Ils organisent des raids chez leurs voisins baltes, notamment les Latgaliens, pour capturer des esclaves et lever des tributs.
À partir du VIIIe siècle, les occupants de l'aire correspondant à la Lettonie forment cinq tribus. Les Lives, seul reliquat de la première vague de peuplement, qui donneront plus tard son nom à la Livonie, occupent la côte et les vallées des fleuves Gauja et Daugava. Ils sont progressivement assimilés par les autres peuples baltes et il ne subsiste plus aujourd'hui qu'une douzaine de villages lives et quelques dizaines de locuteurs. Les Coures sont installés dans l'ouest de la Lettonie, les Latgaliens dans l'est et le nord de la Daugava, les Séloniens sur la rive gauche de la Daugava et les Sémigaliens dans le bassin de la Lielupe
Depuis le début de l'ère chrétienne, le territoire de la Lettonie est un carrefour commercial sur la route des Varègues aux Grecs. Cette route mentionnée dans les anciennes chroniques s'étend de la Scandinavie jusqu'à l'Empire byzantin et passe par la Lettonie en empruntant la Daugava pour déboucher dans l'ancienne Russie. Une autre route commerciale célèbre est la route de l'ambre, la côte de la mer Baltique étant réputée pour son ambre. Jusqu'au Moyen Âge, l'ambre a une plus grande valeur que l'or dans certaines régions.
Le paganisme dans les campagnes semble avoir survécu jusqu'au XVIIe siècle, au moins dans les très visibles fêtes païennes.
La mythologie lettone, proche de la mythologie lituanienne et de la mythologie prussienne (en), participe des mythologie baltes (en), tout comme la mythologie estonienne, plus proche des  mythologies finnoises.
Le néopaganisme balte (en) a revivifié et réinventé des pratiques anciennes :
- Jāņi, solstice d'été, assimilé à la Fête de la Saint-Jean ou Midsummer
- Māras (en), festival d'été (15 août), en l'honneur de Māra (en)
- Ziemassvētki (en), fête du solstice d'hiver, assimilé en Fête de Noël et du nouvel an
- Pâques en Lettonie (en) ou Lieldienas, reprenant diverses pratiques traditionnelles païennes
- Daina
- Mārtiņš, Mārtiņi
- Meteņi
- Ūsiņš
- Dievturība
- Vēja māte

### Christianisme
Avec la fin de l'Âge des Vikings (793-1066), la situation en Mer Baltique se transforme.
Knut le Grand (995-1035) du Danemark étend son territoire sur des parties de la Grande-Bretagne, de la Suède et de la Norvège.
La Ligue hanséatique s'intéresse à la région dès le XIe siècle. 
L'Ordre cistercien la suit.
Les croisades baltes, initiées par le pape Célestin III en 1193, sont menées par les puissances de l'Occident chrétien contre les peuples païens du Nord-Est de l'Europe riverains de la mer Baltique à partir de la fin du XIIe siècle, les peuples baltes, y compris les habitants originels de la Prusse orientale désignés sous le nom de Vieux-Prussiens (ou Borusses). Elles se détournent de leur but originel et s'achèvent par la territorialisation des ordres militaires qui les ont conduites : Chevaliers Porte-Glaive (1202-) et ordre Teutonique (1190-1929), qui finissent par fusionner en ordre de Livonie en 1237.
La croisade livonienne (1203-1290), ensemble de campagnes d'évangélisation, de colonisation chrétienne, et de nettoyage ethnique au XIIIe siècle aboutit à l'établissement d'une Estonie danoise (1219-1346, ou Duché d'Estonie) et d'une Terra Mariana ou Confédération livonienne (1207-1561, Estonie et Lettonie actuelles).
- Colonisation germanique de l'Europe orientale, Drang nach Osten
- Archidiocèse médiéval de Riga (1224-1561)
- État monastique des chevaliers Teutoniques (1226-1525)
- Soulèvement de la nuit de la Saint-George (1343-1345)

À la suite de la Réforme protestante, le luthéranisme se développe, particulièrement en Courlande.
- Publication du premier livre imprimé connu, en letton, en 1525, en Allemagne, pour l'église lettone luthérienne de Riga
- Johann Ernst Glück (1654-1705), avec la première Bible en letton
  - Musée de la Bible Ernst Glück, à Alūksne (ex-Marienburg, nord-est du pays)

#### Orthodoxie
Une partie orientale de la Lettonie, sous domination de la Rus' de Kiev lors de la dynastie riourikide (d'origine varègue ruthène), adopte l'orthodoxie orientale dès le XIIe siècle, pour un siècle. L'orthodoxie reparaît seulement au XIXe siècle.

#### Catholicisme
Le roi Knut IV du Danemark amène la chrétienté catholique en Courlande et en Livonie au milieu du XIe siècle, avec une première église en Courlande en 1048,.
Avec la réforme protestante, seule la Latgale, province du centre-est, reste catholique, sous influence polono-lituanienne, avant le retour, en période russe, de l'histoire de l'Église catholique en Lettonie.

#### Évangélisme
L'évangélisme, christianisme évangélique ou protestantisme évangélique, regroupe ici les principaux mouvements d'églises évangéliques que sont le baptisme, le mouvement charismatique, le mouvement néo-charismatique et le Christianisme non confessionnel. 
L’évangélisme est également présent d’une façon plus large dans d’autres branches protestantes. Certaines confessions chrétiennes évangéliques sont regroupées dans l'Alliance évangélique mondiale.

#### Restaurationnisme
Le restaurationnisme chrétien regroupe ici l'adventisme, le mormonisme de l'Église de Jésus-Christ des saints des derniers jours, les Témoins de Jéhovah, et le pentecôtisme.

### Judaïsme
Les peuples des États baltes entrent en contact avec les Juifs seulement au Moyen Âge. Après la possession et la christianisation du pays par des croisés allemands, les Juifs ne sont pas autorisés à entrer dans la Confédération livonienne. 
Un décret de 1309, du maître de l'ordre Teutonique, Siegfried von Feuchtwangen, l'interdit.
L'interdiction est motivée à la fois par la politique commerciale et la religion. 
Alors que les communautés juives se sont formées de plus en plus dans la Lituanie voisine depuis le XIVe siècle, seules quelques références à la présence de commerçants juifs en Livonie apparaissent dans les sources.
Par le traité de Vilnius (1561), la Livonie est intégrée au royaume de Pologne (maison Jagellon), jusqu'en 1621. 
Les premiers Juifs arrivés en Lettonie s'installent dans la ville de Pilten (Piltene) vers 1571, mais la première synagogue est édifiée seulement vers 1701 à Hasenpoth (Aizpute). Les Juifs de Courlande, premier foyer juif de la région, sont principalement de culture allemande et parlent le yiddish. 
Hors de Courlande, la situation des Juifs arrivés à partir du XVIIe siècle est plus difficile.
Après l'échec de la guerre de Crimée (1853-1856), diverses réformes et innovations libérales ont lieu sous le règne d'Alexandre II, ce qui améliore également de manière décisive la situation juridique des Juifs. Au cours de l'industrialisation, les artisans et commerçants juifs immigrants trouvent des emplois dans les villes en croissance. 
En 1881, les 14 222 Juifs de Riga représentent 8,4 % de la population de la ville.
En 1897, 51 169 Juifs vivent dans le gouvernement de Courlande, 63 851 en Latgale (gouvernement de Vitebsk) et 27 295 juifs dans le gouvernement de Livonie (dont Riga). 
Beaucoup de Juifs figurent parmi les fabricants et les entrepreneurs les plus riches. 
De plus, l'artisanat (chapellerie, bijouterie, cordonnerie, etc) est du domaine courant de compétence des populations juives. 
Une vie culturelle animée se développe avec écoles, hôpitaux et sociétés de la communauté. 
Parmi les personnes d'origine juive célèbres originaires de Riga au XXe siècle, on compte :
- le cinéaste Sergueï Eisenstein (1898-1948), et son père architecte Mikhaïl Eisenstein (1867-1920),
- le penseur Isaiah Berlin (1909-1997),
- le photographe Philippe Halsman (1906-1979).

Survivent à la Shoah en Lettonie (70 000 victimes) uniquement les Juifs déportés en URSS avant juillet 1941 en tant qu'ennemis de classe et les Juifs communistes évacués aux premiers jours de l'invasion allemande soit environ 15 000 personnes.
- Histoire des Juifs en Lettonie
- Zone de résidence pour les Juifs dans l'Empire russe (territoires définis par décrets successifs)
- Musée juif de Lettonie[6]
- Liste des cimetières juifs en Lettonie (de)

### Islam
Le petit nombre de musulmans actuels en Lettonie correspond principalement à des descendants de Turcs sunnites et d'Azéris chiites.
- Slaves musulmans, Musulmans (nationalité) (en Yougoslavie et/ou dans les Balkans)
- Tatars de Crimée, Tatars baltiques

### AuXVIIesiècle
L'ère suédoise (1575-1710) connaît une reprise de la démographie.
Cet accroissement de la population est en partie lié à l'arrivée d'immigrants qui viennent repeupler les territoires vidés par les différents conflits et répondent ainsi parfois à l'appel des autorités : ils viennent de Finlande, Russie, Courlande et Lituanie. 
En général, les nouveaux venus finissent par se fondre dans la paysannerie estonienne. 
Toutefois, une communauté de Russes vieux-croyants, pourchassés dans leur pays, vient coloniser les rives du lac Peipous et conserve jusqu'à aujourd'hui sa langue et sa culture.
Des commerçants et artisans russes s'installent dans les villes. 
La prospérité des barons Germano-Baltes accompagne la dégradation de la condition des paysans et la stagnation des villes.
L'alphabétisation  toute relative des campagnes accentue l'influence allemande.
La fin de la période est plus difficile en raison du Petit Âge glaciaire, avec famines (1690-1695), épidémies, provoquant la mort d'environ 20 % de la population.

### AuxXVIIIeetXIXesiècles
L'Empire russe gère la plus grande partie de l'Estonie et de la Lettonie regroupées sous l'appellation de Gouvernement de Livonie (1713-1918). Les privilèges des Germano-Baltes sont préservés ou restaurés.
Le Duché de Courlande (1561-1795) indépendant (et luthérien à 76 %) devient Gouvernement de Courlande (1796-1915) sous domination russe.
Au début des années 1700 un mouvement piétiste fondé en Bohême par le comte Nikolaus Ludwig von Zinzendorf, la prédication des frères moraves, s'implante dans les pays baltes. Ce mouvement religieux issu du luthéranisme met l'accent sur l'approfondissement de la spiritualité personnelle. Il se répand d'autant plus facilement que l'empire russe se désintéresse des croyances religieuses de ses sujets non orthodoxes et que la hiérarchie religieuse luthérienne ne s'est pas relevée de la disparition de sa tutelle suédoise. Entre 1710 et 1740 le mouvement piétiste prend le contrôle de l'ensemble des paroisses religieuses du nord de la Lettonie. Le piétisme impose la lecture de la Bible au moins une fois par an. Cette nouvelle pratique nécessite donc la maitrise de la lecture par les paroissiens. Pour pallier l'absence de système d'enseignement du letton, l'apprentissage de celui-ci se fait à la maison sous la conduite de parents instruits. Ce système donne des résultats remarquables. En 1743 la diète de Livlande interdit la prédication morave qui menace par son égalitarisme l'ordre établi. L'interdiction est levée en 1764 mais entretemps le mouvement religieux, en proie à des dissensions internes, s'est affaibli. Toutefois l'influence de son enseignement persiste comme l'égalitarisme qui permettra l'implantation rapide des idées démocratiques, le puritanisme ainsi que l'habitude de chanter dans des chorales.
La seconde partie du XIXe siècle figure une renaissance :
- abolition du servage de 1861 (Empire russe),
- éveil du sentiment national letton,
- industrialisation.

Riga est à la fin du siècle la troisième ville industrielle de l'empire russe et compte quelques entreprises remarquables comme l'usine balto-russe qui est la première à fabriquer des avions et des automobiles en Russie, l'usine Felze et Cie de construction de machines et l'usine Provodnik qui inaugure la fabrication d'objets en caoutchouc. Riga est devenu le deuxième port de Russie pour le trafic de marchandises. La flotte de guerre russe de la Baltique à Liepaja entraine le développement d'arsenaux et d'industries légères pour répondre aux besoins de nombreux militaires et marins. Une ligne transatlantique relie Liepaja à New York : elle sera empruntée par de nombreux migrants fuyant la répression tsariste ou les pogroms. À la fin du siècle, l'industrie emploie 90 000 personnes sur le territoire letton.

### AuXXesiècle
Le siècle est particulièrement chargé. Les organisations religieuses (églises, etc) ont participé aux différents événements et s'y sont affirmées
- 1900-1918 
  - Russification (1885-1914)
  - Révolution russe de 1905 : grèves et manifestations en pays letton
  - Première guerre mondiale (1914-1918)
  - Révolution russe de 1917, dissolution de l'Empire russe
- 1918-1945
  - Corps francs de la Baltique
  - Guerre d'indépendance de la Lettonie (1918-1920)
  - République soviétique socialiste de Lettonie (1918-1920)
  - République de Lettonie (1918-1940)
  - Opérations anti-lettones du NKVD (en) (1937-1938)
  - Première occupation soviétique des pays baltes (1940-1941)
  - Occupation de la Lettonie pendant la Seconde Guerre mondiale allemande (1941-1945)
  - Reichskommissariat Ostland (1941-1944)
  - Police auxiliaire lettone (1941-1945), Légion lettone (1943-1945)
  - Résistance en Lettonie pendant la Seconde Guerre mondiale
  - Shoah en Lettonie
- 1945-1990
  - République socialiste soviétique de Lettonie (1940-1991)
  - Expulsion des Allemands d'Europe de l'Est (1944-1947), qui concerne les Germano-Baltes
  - Soviétisation des pays baltes (en) (1941-1991)
  - États baltes sous la domination soviétique (1944–1991)
  - Persécutions anti-chrétiennes dans le bloc de l'Est (1917-1990) (en)

Après 1980, malgré la guerre, l'holocauste, la russification, l'athéisme d'État, le pays connaît un renouveau charismatique.
Les églises aident à l'organisation de la révolution chantante qui mène à l'indépendance des pays baltes (1990) et au démantèlement de l'URSS (1991) :
- Révolution chantante balte (1987-1990), Voie balte (1989), Événements de janvier 1991
- Chute des régimes communistes en Europe, Dislocation de l'URSS (1991)
- Indépendance de la Lettonie (1990)[8]

### AuXXIesiècle

#### Nouveaux mouvements religieux
Le néopaganisme, dont le néopaganisme balte (en) revivifie et réinvente la mythologie lettone.
La Dievturība, ((Māra (en)), Laima), opère de la même manière que la Romuva (Lituanie).
Le temple dievturi de Plavinas (en) (2017,Pļaviņas (novads), région de Vidzeme) attire des adeptes.
Les chants Daina (Lettonie) sont une musique vocale populaire traditionnelle à contenu mythologique fréquent. 
Depuis 1873, tous les cinq ans, se tient le festival national letton des chants et de danses, désormais inscrit au Patrimoine culturel immatériel de l'humanité : Liste du patrimoine culturel immatériel de l'humanité en Lettonie.

## Galerie

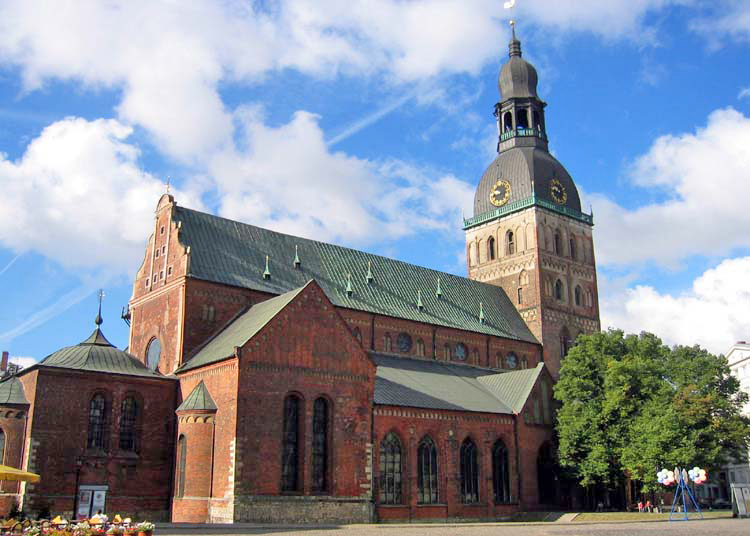
Cathédrale protestante de Riga.
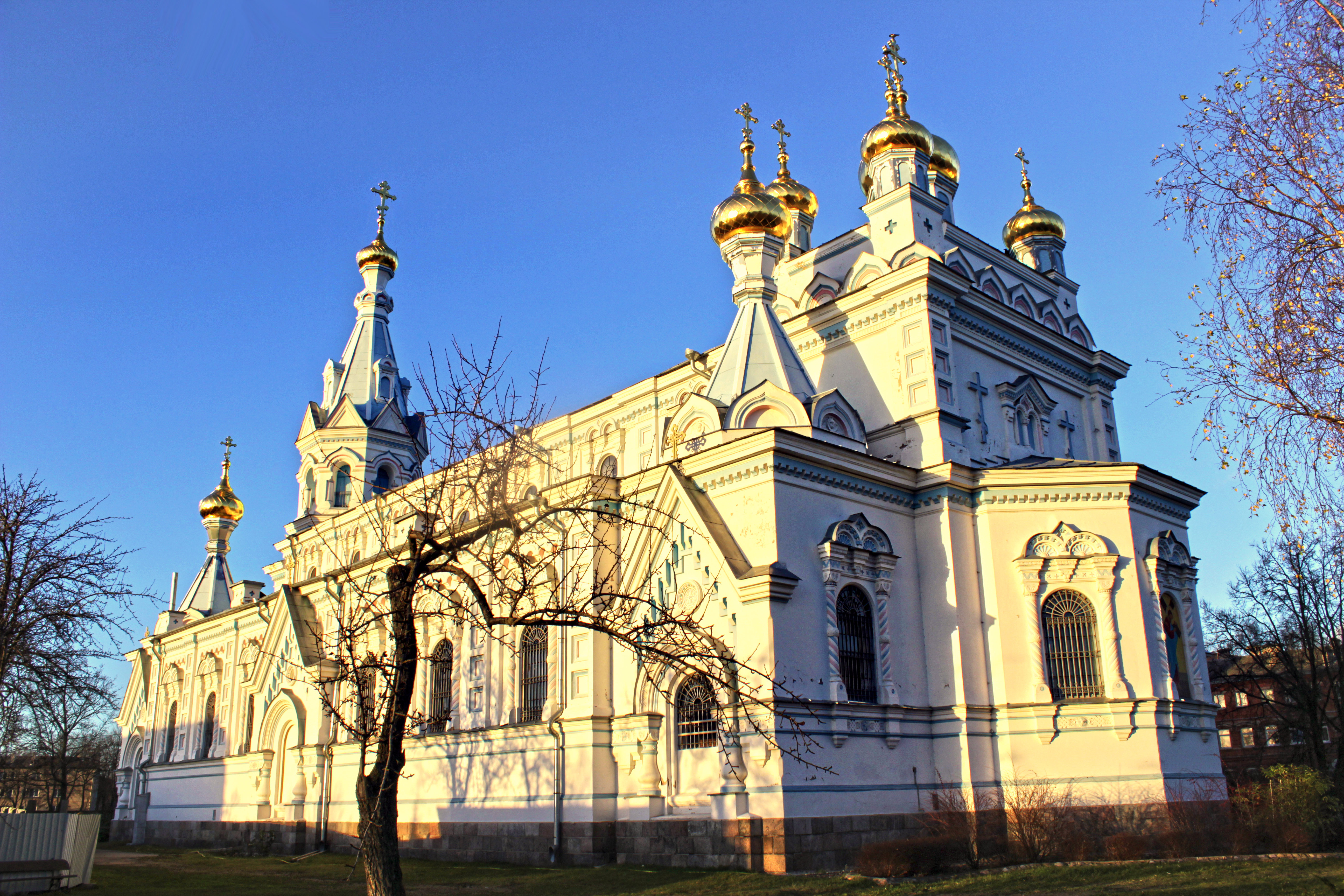
Cathédrale Saint-Boris-et-Saint-Gleb de Daugavpils.
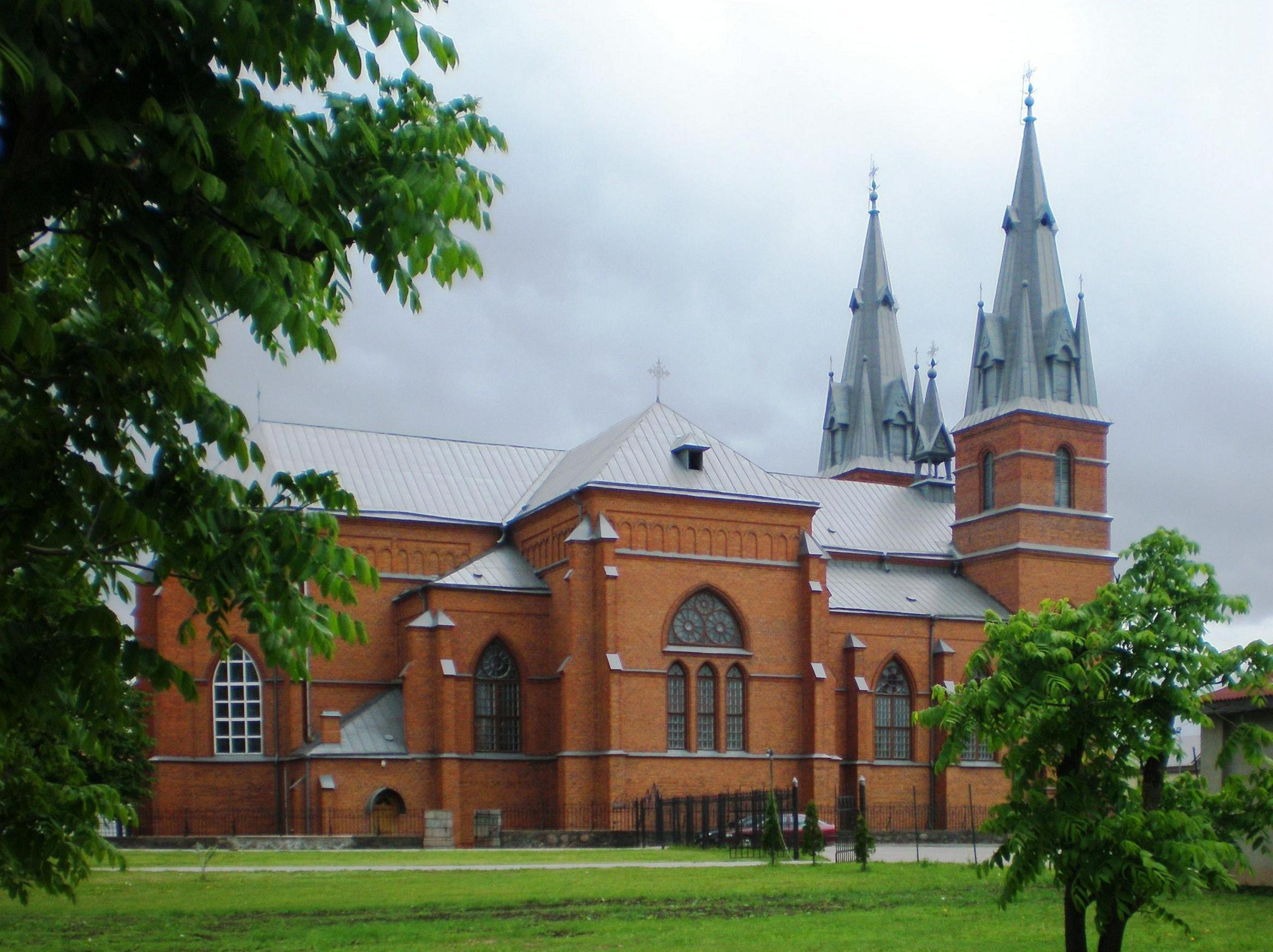
Cathédrale du Sacré-Cœur-de-Jésus de Rēzekne.
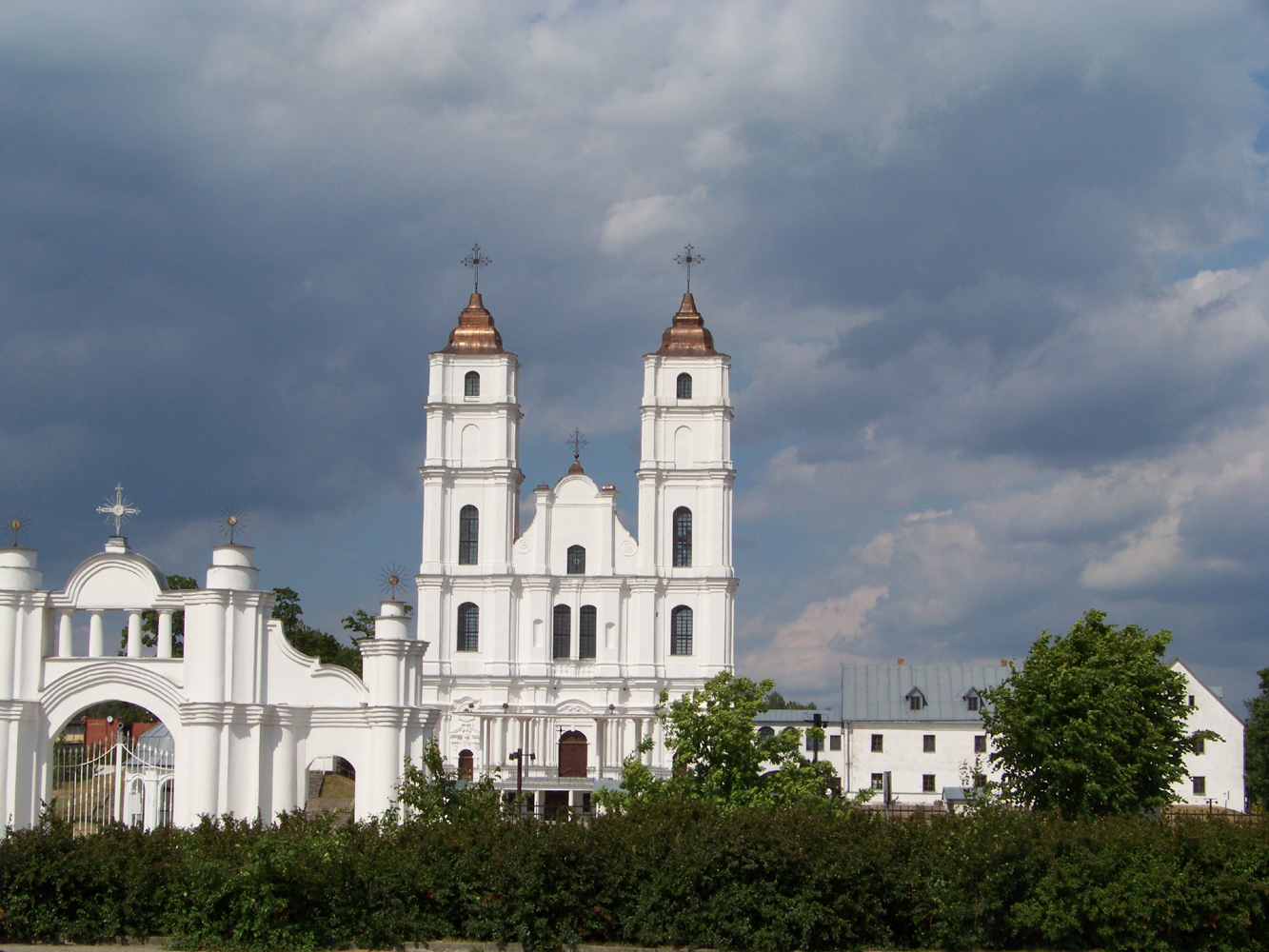
Basilique de l'Assomption d'Aglona
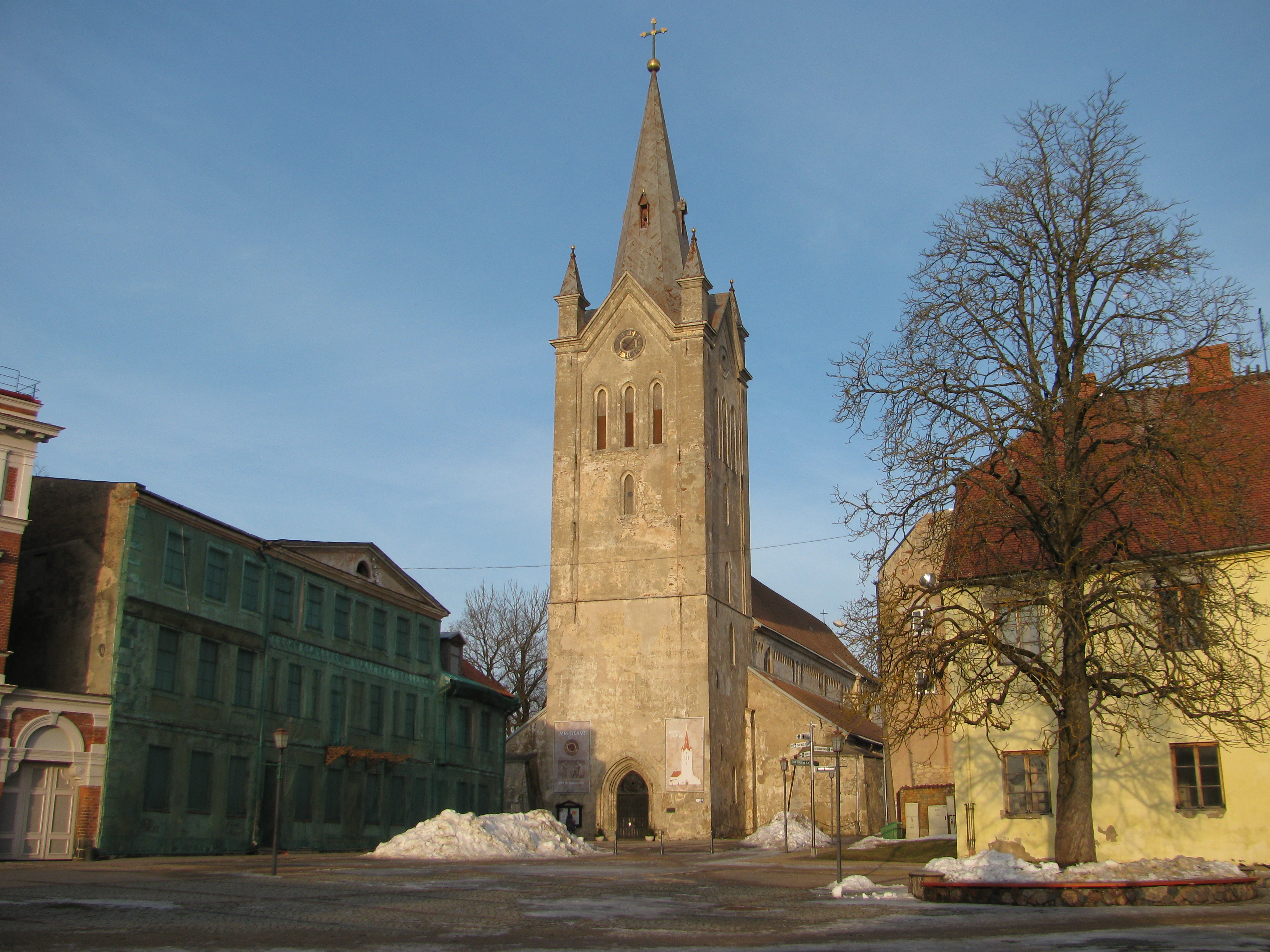
Église Saint-Jean-Baptiste de Cēsis.
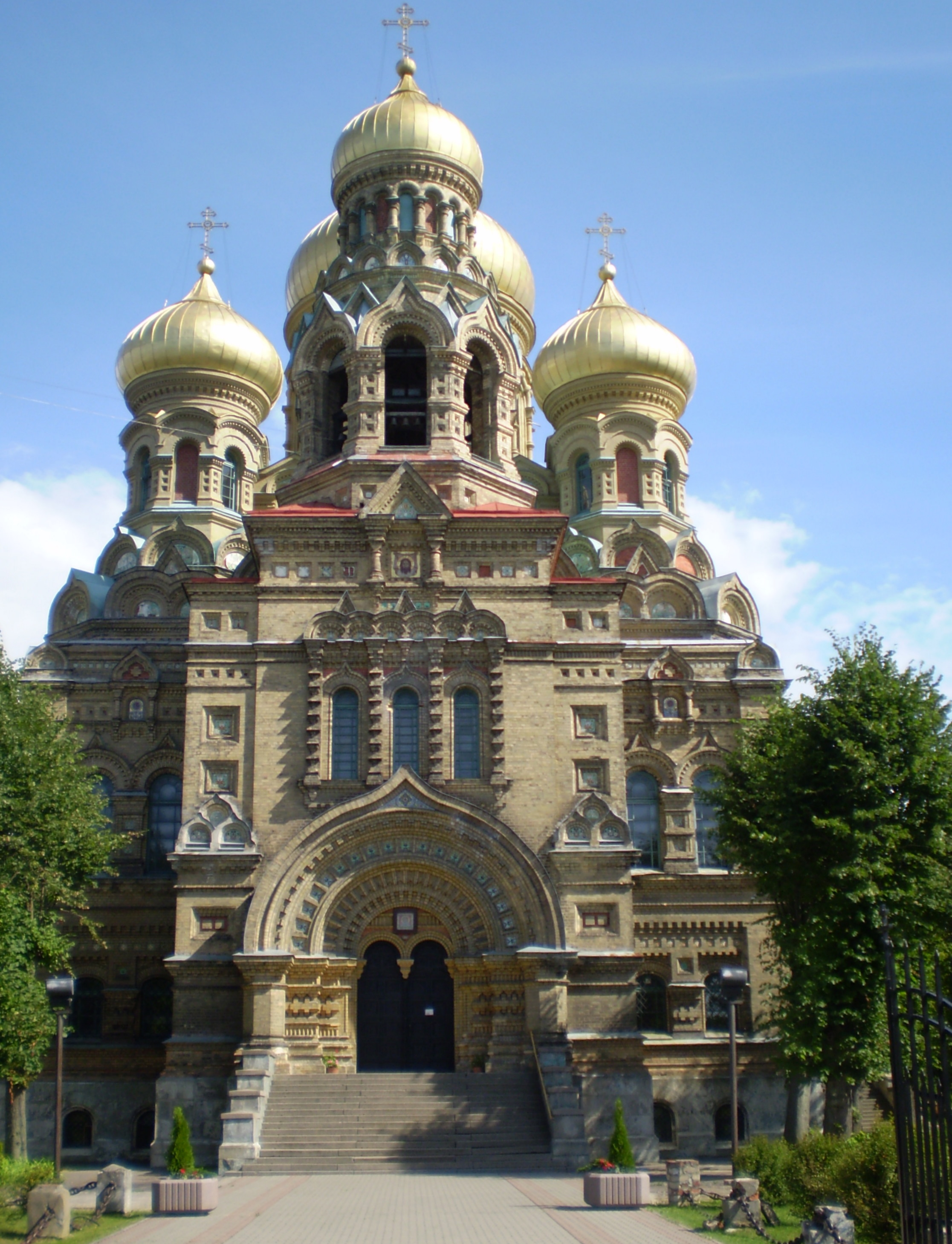
Cathédrale navale Saint-Nicolas de Liepāja.
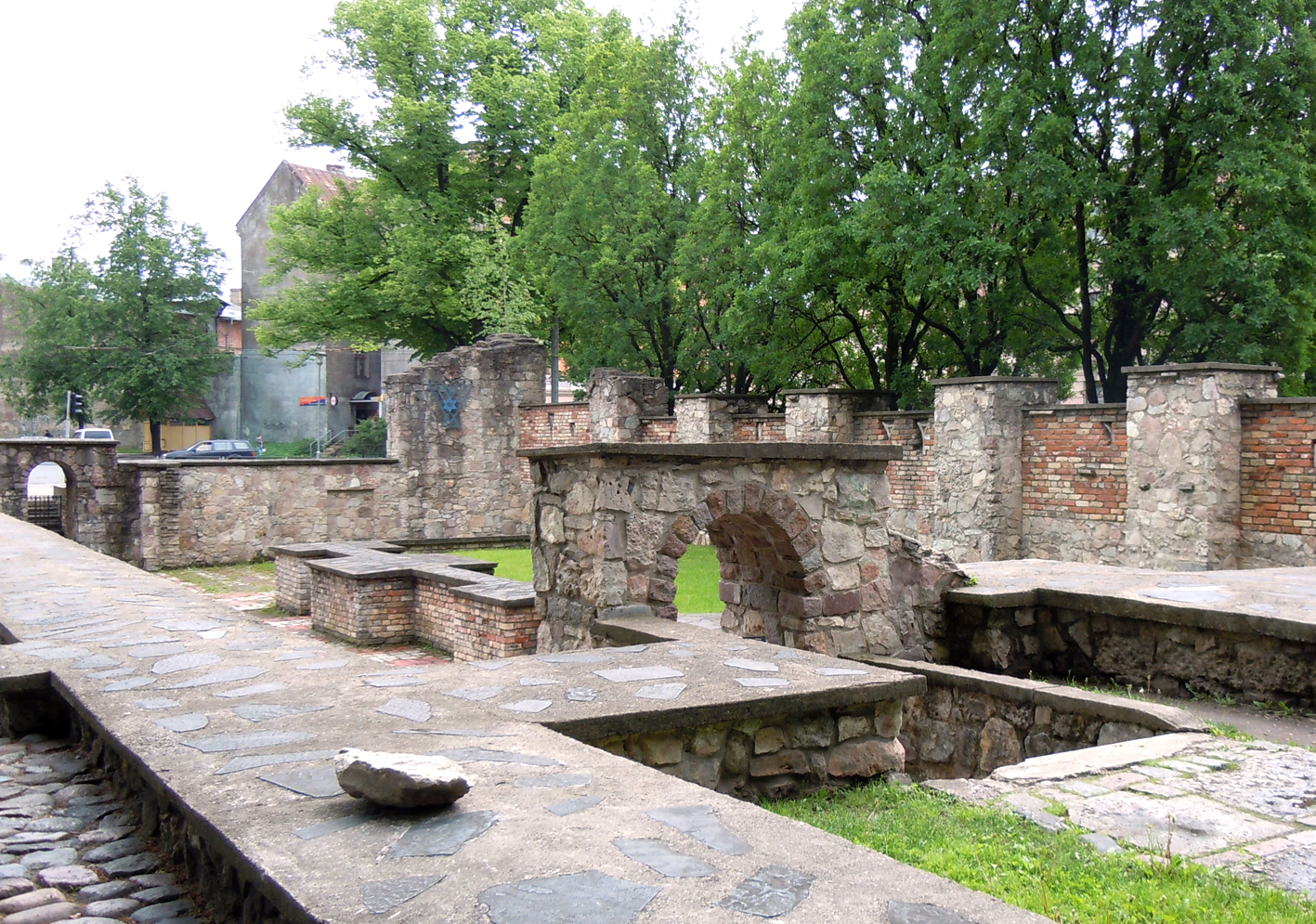
Grande synagogue chorale de Riga.
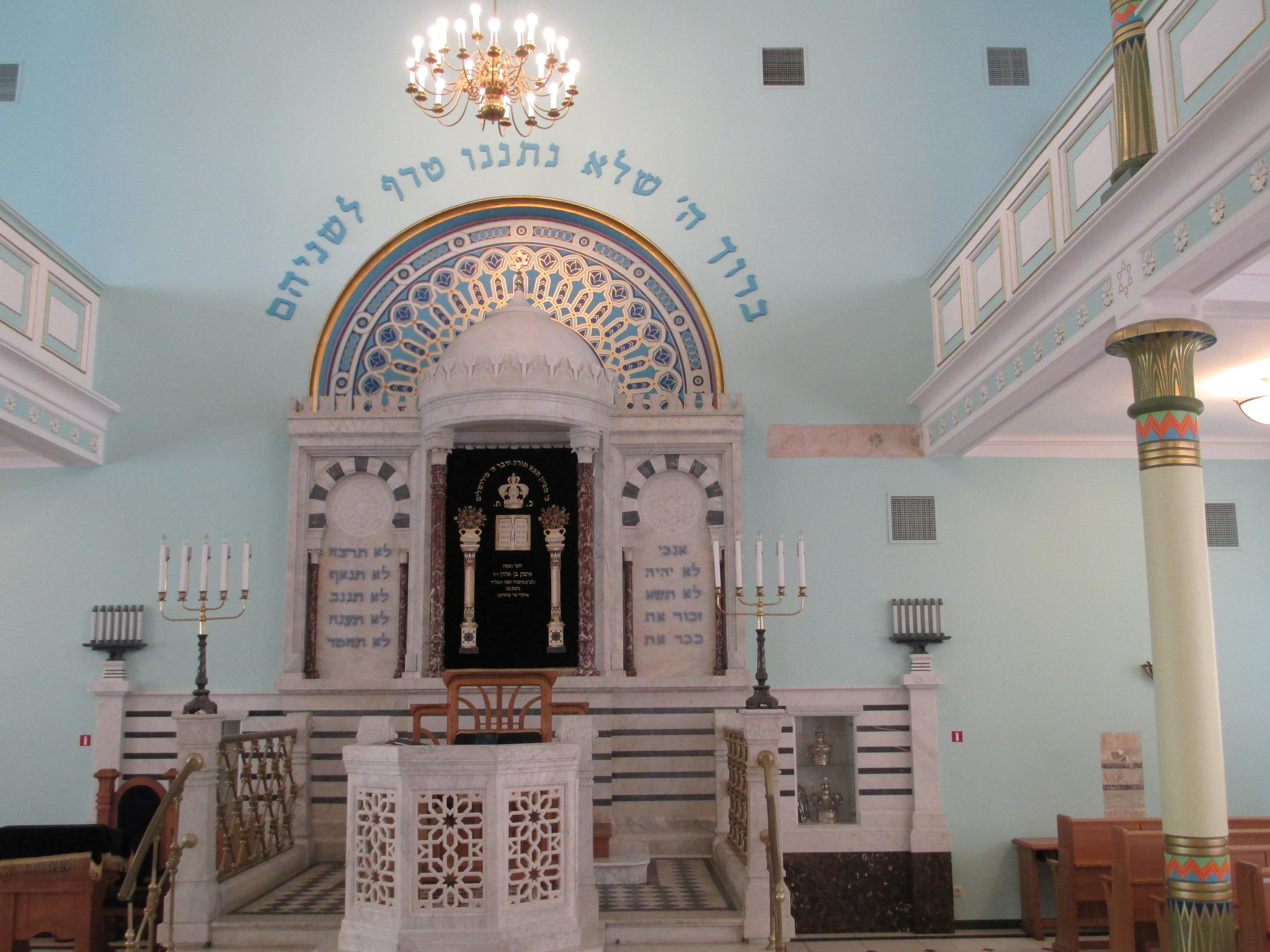
Synagogue Peitav de Riga.
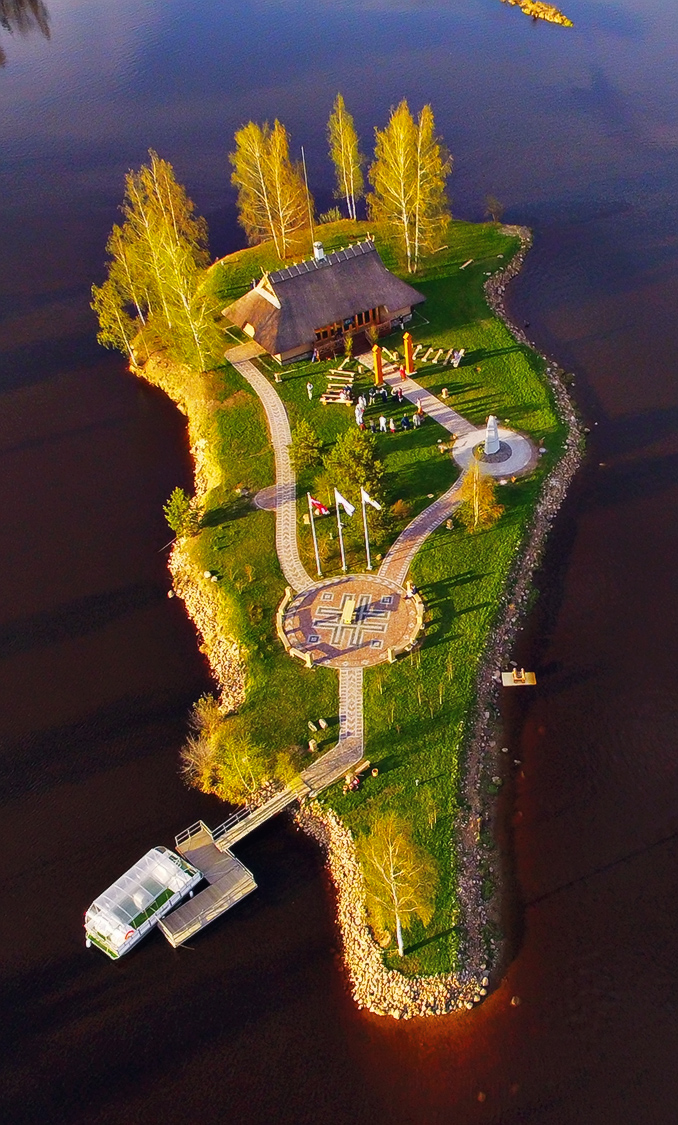
Temple dievturī de Pļaviņas.

## Repères 2020
Pour une population d'environ 2 000 000 de Lettons en 2020,, et compte tenu d'éventuelles déclarations de double appartenance :
- Religion en Lettonie (rubriques)
- Édifices religieux en Lettonie

### Christianisme (70..80%), avec un pourcentage inconnu de pratiquants
- Protestantisme 35..38 %)
  - Luthéranisme (>700 000), Église évangélique-luthérienne de Lettonie
  - Anglicanisme (400 000)
  - Baptisme (6 900), Méthodisme (750)
  - Évangélisme (3 000), Christianisme évangélique (rubriques), Watchmen on the Walls (en)
  - Église adventiste du septième jour (4 000)
  - Pentecôtisme (3 300)
  - Armée du salut (460)
  - Témoins de Jéhovah (2 120 en 2020[11])
- Autres
  - Église catholique en Lettonie (>400 000, 17..20 %), Catholicisme en Lettonie (rubriques), Daugavgrīva Abbey (en)
    - Suiti (2 800) (petite communauté catholique spécifique de l'Ouest letton luthérien)

  - Église orthodoxe de Lettonie (Patriarcat de Moscou) (370 000, 20..25 %), Orthodoxie orientale en Lettonie
  - Orthodoxes vieux-croyants (35 000, 2..3 %)

### Autres spiritualités (< 5%)
- Bouddhisme (155)
- Judaïsme (400)
- Hindouisme en Lettonie (<2 000), Association internationale pour la conscience de Krishna
- Islam en Lettonie (en) (2 000, dont 1 000 pratiquants) : Sunnisme, Ahmadisme
- Néopaganisme (1 ‰ ?), Congrès européen des religions ethniques, Néopaganisme balte (en)
  - Dievturība (650), (Māra (Mara (goddess) (en)), Laima), Temple dievturi de Plavinas (en) (2017,Pļaviņas (novads), région de Vidzeme)
  - Romuva (Lituanie)
  - Daina (Lettonie), musique vocale populaire traditionnelle à contenu mythologique fréquent (également en Lituanie et Estonie)

### Autres positions (20..25%)
- - Irréligion (15..25 %) : agnosticisme, athéisme (10..15 %)
  - Indifférence, prudence, défiance ou refus de se prononcer (3 %)
  - Liberté de religion en Lettonie (en)
  - Droits humains en Lettonie[12]